# Stazione di Collesalvetti
La stazione di Collesalvetti è una stazione ferroviaria posta sulla linea Pisa-Vada, già punto d'origine della linea per Livorno. Adibita al traffico merci, sorge nel comune omonimo.

## Storia
La stazione venne attivata il 20 ottobre 1863 con la denominazione iniziale di "Colle Salvetti" in concomitanza con l'apertura al traffico del tracciato originario da Livorno (allora Livorno San Marco) a Vada della ferrovia Tirrenica. Il 1º aprile 1874 divenne località di diramazione per il tronco diretto a Pisa con la stazione intermedia di Vicarello.
Nel 1904 alla stazione venne costruito un locale adibito alla lampisteria per la prevenzione degli infortuni sul lavoro; l'edificazione costò 950 lire.
Con l'apertura del nuovo tracciato costiero a doppio binario la Maremmana perse d'importanza e assunse un interesse locale. Nel 1962 il tratto da Livorno a Collesalvetti venne chiuso, facendo ridiventare l'impianto quale semplice stazione passante. Nel tempo la stazione assunse la denominazione di "Collesalvetti". Nel 1992 anche l'intero tratto da Pisa a Vada venne chiuso al traffico. Dopo dei lavori di riammodernamento della linea, iniziati nel 2000 e conclusi nel 2004, la stazione riprese l'esercizio, ma solo quale impianto adibito al movimento e alla sosta dei treni merci. Questi lavori comportarono anche l'elettrificazione della linea, nel 2001, e il comando elettrico degli scambi, prima tutti manuali, dal Dirigente Centrale Operativo di Pisa. Non venne riaperta al traffico regolare la tratta da Livorno a Collesalvetti, riconvertita a raccordo merci per alcune industrie.
Fino al 2000 la stazione era presenziata da Dirigente Movimento, che aveva l'incarico anche di Dirigente Unico di tutta la linea (70 km in tutto ma solo 36 in esercizio).

## Strutture e impianti
La stazione dispone di un fabbricato viaggiatori, chiuso, e di due banchine che servivano i primi 3 binari. È presente anche uno scalo merci, ormai inutilizzato, composto da un piano caricatore, con sopra ancora la pompa per il grano, un servizio che almeno fino al 1995 era effettuato regolarmente e un magazzino raccordato con un binario di accesso. Sul breve tronchino dello scalo era presente anche la stadera fissa a ponte del 1915 con sagoma limite carico.
Nei primi decenni del Novecento la stazione venne dotata di una tettoia in ferro che venne in seguito rimossa; ciò spiega la facciata inusuale del fabbricato viaggiatori lato binari.

## Movimento
Il picco del traffico viaggiatori avvenne fino al 1912; all'epoca vi erano molti treni che effettuavano fermata e per ogni treno per Roma ve ne era uno di coincidenza da e per Livorno.
Presso l'impianto il traffico passeggeri è assente dal 1992, sostituito da due coppie di autobus sostitutivi nei giorni scolastici, permane invece quello merci. Sostano infatti sui suoi binari ordinariamente molti convogli merci.